# Штудер, Теофил
Теофил Штудер (Theophil Studer) — швейцарский зоолог.

## Биография
Теофил Штудер родился в 1845 году. В 1865—1870 гг. изучал медицину в Берне, в 1870 году получил степень доктора медицины и право практиковать, в 1870—73 гг. работал в Лейпциге у профессора Лейкарта над проблемами развития перьев, и в качестве саксонского военного врача участвовал во франко-прусской войне. Доктор философии Лейпцигского университета. 
С 1873 года читал лекции анатомии и сравнительной анатомии в Берне, в качестве приват-доцента, в 1874 году в качестве естествоиспытателя сопровождал германскую экспедицию на корвете «Газелла», отправлявшуюся на остров Кергелен для наблюдения прохода Венеры, а затем в Индийский океан для снимков, причём Штудером были исследованы, между прочим, Австралия, Новая Гвинея, Амбон, Соломоновы острова, острова Фиджи, Тонга и т. д. В 1876 году назначен экстраординарным, а в 1879 году — ординарным профессором зоологии и сравнительной анатомии и директором зоологической коллекции городского естественно-исторического музея в Берне. Университет в Лозанне присудил Штудеру степень почётного доктора медицины и философии. 
Многочисленные ученые исследования Штудера касаются как разных областей зоологии и анатомии (преимущественно строения альционарий или восьмилучевых кораллов), так и антропологии.

## Публикации
- «Die Entwicklung der Federn» (диссертация, Берн, 1873);
- «Beiträge zur Entwicklungsgeschichte der Feder» («Zeitschr. f. wiss. Zool.», 1878);
- «Catalog der schweizerischen Vögel» (вместе с В. Фасио, Женева, 1881—1901);
- «Fauna der Pfahlhauten des Bielersees» (Берн, 1884);
- «Forschungsreise S. M. S. Gazelle um die Erde. III Bd. Zoologie und Geologie» (Берлин, 1889);
- «Reports on Scient. Res. of the Voyage of H. M. S. Challenger, Zoology. Vol. XXXI. Alcyonaria» (вместе с Райтом [Wright], Лондон, 1889);
- «Crania Helvetica antiqua» (вместе с Баннвартом, Лейпциг, 1898);
- «Résultats des campagnes scientifiques par Albert Ier, Prince de Monaco. Fasc. XX. Alcyonaires» (1900);
- «Die Schweiz im XIX Jahrhundert. Bd. 2. Die Naturwissenschaften» (Берлин и Лондон, 1900);
- «Die praehistorischen Hunde in Beziehung zu den jetzt lebenden Hunderassen» (Базель и Женева, 1902).